# Lapásgyarmat
Lapásgyarmat (szlovákul Golianovo, korábban Lapašské Ďarmoty) község Szlovákiában, a Nyitrai kerületben, a Nyitrai járásban. Csendes (szk. Tichý Dvor) tartozik hozzá.

## Fekvése
Nyitrától 9 km-re, délkeletre fekszik.

## Élővilága

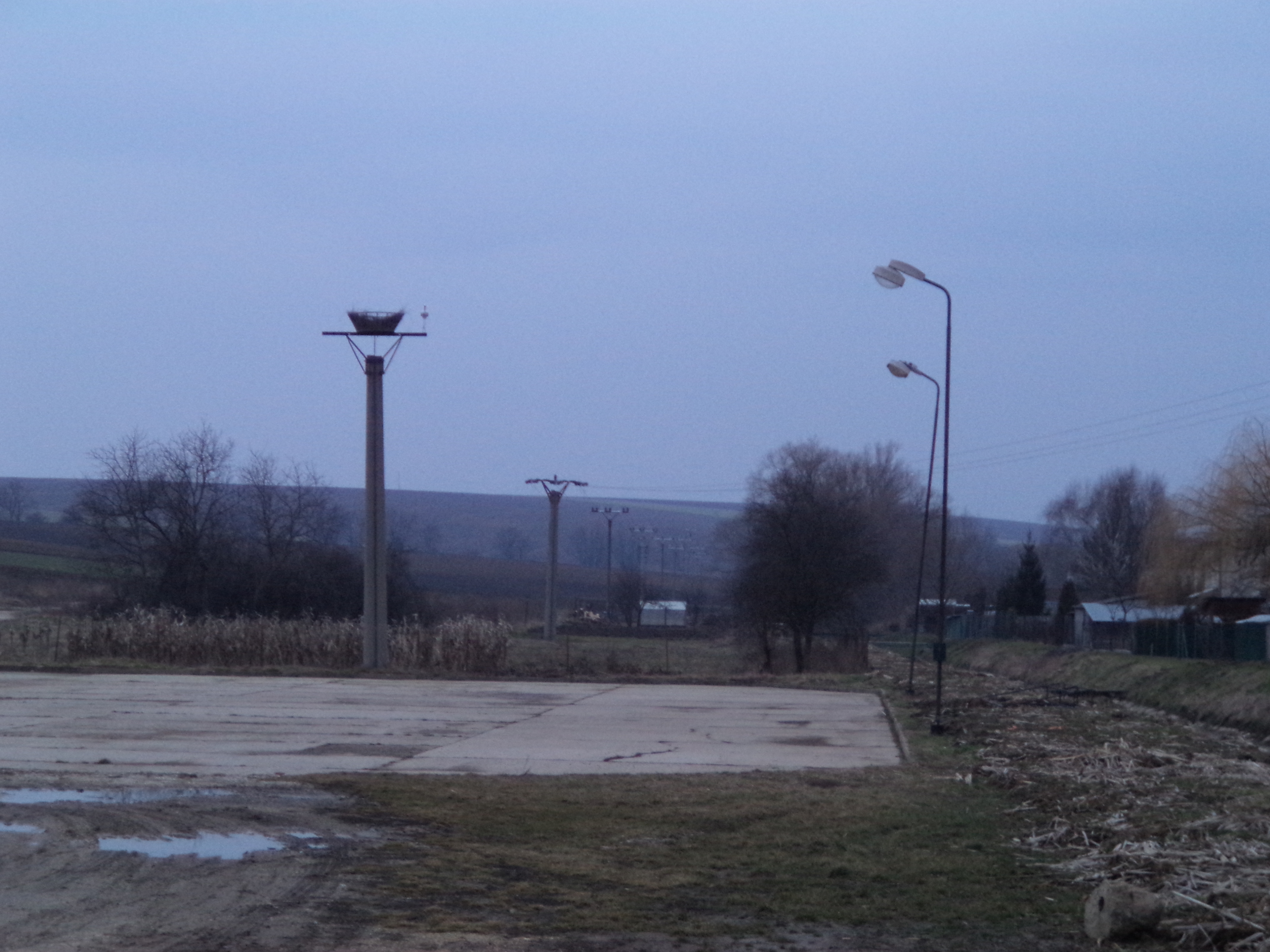
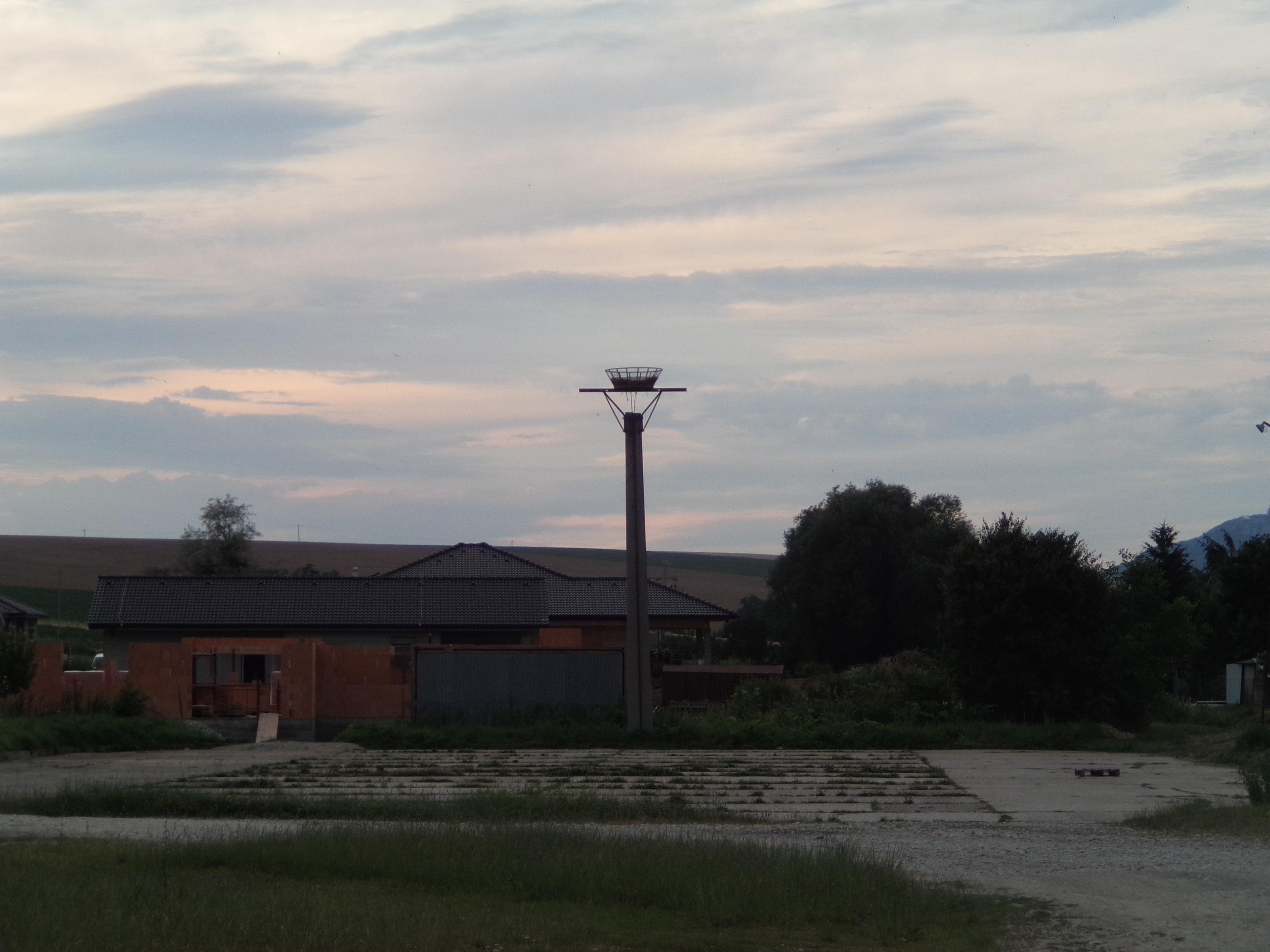
2020

A faluban egy gólyafészek található.

## Története
1156-ban "Gurmot" néven említik először. Neve a magyar lapás (= üres, kivájt) melléknévből és a Gyarmat (Jurmati) törzsnévből származik. 1236-ban "Gurmoth" néven szerepel egy oklevélben. 1232-ben a nyitrai váruradalom része, később a Bangy, Desseő, Horváthy és Névery családok és mások birtoka. 1410-ben Zsigmond király más birtokok mellett a lapásgyarmati részeikben is megerősíti a Szobonya családot.
1563-ban Vratkovics Pál érsekújvári katona, a holicsi uradalom birtokosának, Bakich Péternek familiárisa, Seregély Gergely csábrági kapitánnyal és Soóky Jánossal adományba kapta a törökökhöz átállt Nagy Farkas birtokait Csekejen, Lapásgyarmaton, Kuklón, Nyitracsehin, Pogrányban és Sziládon. 1587-ben jobbágyai fellázadtak az elviselhetetlen terhek ellen.
1664-ben 25 háztartásban 29 fejadófizető személyt írtak össze a törökök. Az esztergomi tímárban Nyitrához tartozott. Bort és mézet termeltek, valamint malom is működött a faluban. 1715-ben 5 jobbágy és 6 zsellérház állt a faluban. 1751-ben már 43 család élt itt. 1767-ből szlovák nyelvű urbáriuma maradt fenn. Mai nevén 1773-ban szerepel "Lapos Gyarmath" alakban. 1787-ben 74 házában 486 lakos élt. 1828-ban 74 háza volt 521 lakossal, akik főként mezőgazdasággal foglalkoztak, később a közeli nagybirtokokon dolgoztak.
Vályi András szerint: "GYARMAT. Lapos Gyarmat. Elegyes magyar, és tót falu Nyitra Vármegyében, birtokosai külömbféle Urak, lakosai katolikusok, fekszik Nyitrához más fél mértföldnyire, határja közép termékenységű, tulajdonságai hasonlítanak Nagy Laposhoz, második Osztálybéli."
Fényes Elek szerint: "Gyarmat (Lápas), tót falu, Nyitra vmegyében, Nyitrához keletre 2 órányira: 506 kath., 12 zsidó lak., termékeny földekkel, jó rétekkel, és vizimalommal. F. u. többen."
Nyitra vármegye monográfiája szerint: "Lapás-Gyarmat, Nyitrától keletre, 10 kilométerre, a nyitra-verebélyi útban, 855 lakossal, kik közül 155 magyar, a többi tót. Vallásuk r. kath. Postája van, táviró Nyitra és Ivánka, vasúti állomás Nyitra és Verebély. Földesurai gyakran változtak. A XIII. század elején várbirtok volt. Később a Turcsányiak, aztán a Ghyczyek, majd a Polyák, Bokros, Tarnay, Névery és a Gaál családok voltak földesurai."
Kataszteri térképe 1905-ből ismert. A trianoni békeszerződésig Nyitra vármegye Nyitrai járásához tartozott. 1948-ban Ján Golian a Szlovák nemzeti felkelés dandártábornoka emlékére a falu szlovák nevét Golianovora változtatták.

## Népessége
| Év:            | 1994. | 2004.   | 2014.    | 2024.    |
| -------------- | ----- | ------- | -------- | -------- |
| Emberek száma: | 1116  | 1196    | 1568     | 2029     |
| Eltérés:       |       | +7,16 % | +31,10 % | +29,40 % |

| Év:            | 2023. | 2024.   |
| -------------- | ----- | ------- |
| Emberek száma: | 2007  | 2029    |
| Eltérés:       |       | +1,09 % |

1784-87-ben 74 házában 109 család lakott, összesen 486 lakossal.
1880-ban 715 lakosából 529 szlovák, 119 magyar, 44 német és 23 ismeretlen anyanyelvű volt. 664 lakosa római katolikus, 51 pedig izraelita vallású.
1890-ben 855 lakosából 663 szlovák, 150 magyar, 42 német anyanyelvű; ebből 815 római katolikus, 39 izraelita és 1 evangélikus felekezetű.
1900-ban 848 lakosából 722 szlovák, 102 magyar, 24 német anyanyelvű volt; ebből 814 római katolikus, 32 izraelita és 2 református felekezetű.
1910-ben 842 lakosából 696 szlovák, 141 magyar és 5 német anyanyelvű; ebből 802 római katolikus, 16 izraelita és 24 az evangélikus felekezethez tartozott.
1921-ben 853 lakosából 841 csehszlovák és 9 magyar volt.
1930-ban 1003 lakosából 982 csehszlovák és 8 magyar volt.
1991-ben 1173 lakosából 1156 szlovák és 10 magyar volt.
2001-ben 1138 lakosából 1117 szlovák és 11 magyar volt.
2011-ben 1364 lakosából 1310 szlovák, 11 magyar, 2 cseh, 1 ukrán és 40 ismeretlen nemzetiségű volt.
2021-ben 1892 lakosából 1824 (+5) szlovák, 19 (+5) magyar, 1 (+1) ruszin, 9 egyéb és 39 ismeretlen nemzetiségű volt.

## Néprajza
A faluból származik például a halászathoz használt gereblye.

## Nevezetességei
- Ján Golian dandártábornok
- Temetőkereszt 1818-ból
- Kereszt 1939-ből és Cirill és Metód faszobrai
- Kereszt 1990-ből a temetőben
- Szent Orbán
- A templom építése után
- A községháza 1930-ban

- Krisztus Király tiszteletére szentelt római katolikus temploma 1937-ben épült.

## Híres személyek
- Itt született Pavol Plesník (1920-2009) szlovák geográfus, egyetemi oktató.[16]
- Itt született Miklósy Zoltán (1883-1962) levéltáros, történész.